# Округ Ектор (Тексас)
Округ Ектор (енгл. Ector County) је округ у америчкој савезној држави Тексас. По попису из 2010. године број становника је 137.130.

## Демографија
Према попису становништва из 2010. у округу је живело 137.130 становника, што је 16.007 (13,2%) становника више него 2000. године.
| Група             | 2000.          | 2010.          |
| Белци             | 62.168 (51,3%) | 56.306 (41,1%) |
| Афроамериканци    | 5.583 (4,6%)   | 6.141 (4,5%)   |
| Азијати           | 775 (0,6%)     | 1.080 (0,8%)   |
| Хиспаноамериканци | 51.306 (42,4%) | 72.331 (52,7%) |
| Укупно            | 121.123        | 137.130        |